# Psydrax latifolia
Psydrax latifolia är en måreväxtart som först beskrevs av Ferdinand von Mueller och George Bentham, och fick sitt nu gällande namn av Sally T. Reynolds och Rodney John Francis Henderson. Psydrax latifolia ingår i släktet Psydrax och familjen måreväxter. Inga underarter finns listade i Catalogue of Life.